# Patagonium genistoides
Patagonium genistoides là một loài thực vật có hoa trong họ Đậu. Loài này được (C. Presl) Reiche mô tả khoa học đầu tiên năm 1897.